# U-64 (tàu ngầm Đức) (1939)
U-64 là một tàu ngầm tuần dương  Lớp Type IX thuộc phân lớp Type IXB được Hải quân Đức Quốc Xã chế tạo trước Chiến tranh Thế giới thứ hai. Nhập biên chế năm 1939, nó chỉ thực hiện được một chuyến tuần tra duy nhất và không đánh chìm được mục tiêu nào, trước khi bị một một thủy phi cơ Fairey Swordfish xuất phát từ thiết giáp hạm HMS Warspite (03) ném bom đánh chìm tại Herjangsfjord Na Uy vào ngày 13 tháng 4, 1940. Đây là lần đầu tiên một máy bay đã đánh chìm một tàu ngầm U-boat, và là dịp duy nhất một máy bay xuất phát từ một thiết giáp hạm đã đánh chìm một tàu ngầm.

## Thiết kế và chế tạo

### Thiết kế
Thiết kế của tàu ngầm Type IXB là phiên bản nâng cấp nhỏ từ Type IXA, tăng thêm trữ lượng nhiên liệu để kéo dài tầm xa hoạt động. Chúng có trọng lượng choán nước 1.051 t (1.034 tấn Anh) khi nổi và 1.178 t (1.159 tấn Anh) khi lặn. Con tàu có chiều dài chung 76,50 m (251 ft 0 in), lớp vỏ trong chịu áp lực dài 58,75 m (192 ft 9 in), mạn tàu rộng 6,51 m (21 ft 4 in), chiều cao 9,60 m (31 ft 6 in) và mớn nước 4,70 m (15 ft 5 in).
Chúng trang bị hai động cơ diesel MAN M 9 V 40/46 siêu tăng áp 9-xy lanh 4 thì, tổng công suất 4.400 PS (3.200 kW; 4.300 bhp), dẫn động hai trục chân vịt đường kính 1,92 m (6,3 ft), cho phép đạt tốc độ tối đa 18,2 kn (33,7 km/h), và tầm hoạt động tối đa 12.000 nmi (22.000 km) khi đi tốc độ đường trường 10 kn (19 km/h). Khi đi ngầm dưới nước, chúng sử dụng hai động cơ/máy phát điện Siemens-Schuckert 2 GU 345/34 tổng công suất 1.000 PS (740 kW; 990 shp). Tốc độ tối đa khi lặn là 7,3 kn (13,5 km/h), và tầm hoạt động 64 nmi (119 km) ở tốc độ 4 kn (7,4 km/h). Con tàu có khả năng lặn sâu đến 230 m (750 ft).
Vũ khí trang bị có sáu ống phóng ngư lôi 53,3 cm (21 in), bao gồm bốn ống trước mũi và hai ống phía đuôi, và mang theo tổng cộng 22 quả ngư lôi 53,3 cm (21 in). Tàu ngầm Type IX trang bị một hải pháo 10,5 cm (4,1 in) SK C/32 với 110 quả đạn, một pháo phòng không 3,7 cm (1,5 in) SK C/30 và hai pháo phòng không 2 cm (0,79 in) C/30. Thủy thủ đoàn bao gồm 4 sĩ quan và 44 thủy thủ.

### Chế tạo
U-64 được đặt hàng vào ngày 16 tháng 7, 1937, và được đặt lườn tại xưởng tàu AG Weser của hãng DeSchiMAG ở Bremen vào ngày 15 tháng 12, 1938. Nó được hạ thủy vào ngày 20 tháng 9, 1939, và nhập biên chế cùng Hải quân Đức Quốc Xã vào ngày 16 tháng 12, 1939 dưới quyền chỉ huy của Hạm trưởng, Đại úy Hải quân Georg-Wilhelm Schulz.

## Lịch sử hoạt động
U-64 khởi hành từ cảng Wilhelmshaven vào ngày 6 tháng 4, 1940 cho chuyến tuần tra duy nhất trong chiến tranh. Nó tiến ra Bắc Hải, rồi hoạt động dọc bờ biển Na Uy để đánh chặn các tàu vận tải Đồng Minh hỗ trợ cho Chiến dịch Na Uy. Sau tám ngày tuần tra, đến ngày 13 tháng 4, chiếc tàu ngầm đi đến vịnh Herjangsfjord gần Narvik, và neo đậu cách bờ khoảng 50 yd (46 m), nơi thủy thủ đoàn tiến hành sửa chữa kính tiềm vọng.
Đúng vào lúc này một lực lượng đặc nhiệm Hải quân Hoàng gia Anh đang tiếp cận khu vực. Lực lượng này bao gồm thiết giáp hạm HMS Warspite cùng chín tàu khu trục, có ý định tiêu diệt một nhóm tám tàu khu trục Đức gần đó, hoạt động được biết đến như là trận Hải chiến Narvik thứ hai. Trước trận đánh, Warspite cho phóng một thủy phi cơ Fairey Swordfish làm nhiệm vụ trinh sát và tấn công. Sau khi phát hiện và báo cáo vị trí tàu đối phương, chiếc Swordfish phát hiện U-64 và quyết định tấn công. 
Khi chiếc thủy phi cơ bổ nhào xuống độ cao 200 foot (60 m), hỏa lực phòng không từ chiếc tàu ngầm đã bắn trúng và gây hư hại nhẹ cho chiếc Swordfish, nhưng một trong hai quả bom chống ngầm 100 lb (45 kg) đã đánh trúng ngay phía sau tháp chỉ huy, khiến U-64 bị đánh chìm tại tọa độ 68°33′B 17°33′Đ / 68,55°B 17,55°Đ. Tám thành viên thủy thủ đoàn của U-64 đã tử trận, nhưng 38 người khác đã sống sót và được binh lính Đức trú đóng trên bờ cứu vớt, sau này gia nhập thủy thủ đoàn chiếc U-124.
Xác tàu đắm của U-64 được trục vớt vào tháng 8, 1957 và chuyển đến Sandnessjøen, Na Uy để được tháo dỡ.